# Punta Navarrete
Navarrete är en udde i Antarktis. Den ligger i Västantarktis. Argentina, Chile och Storbritannien gör anspråk på området.
Terrängen inåt land är bergig åt sydost, men åt nordväst är den kuperad. Havet är nära Navarrete åt sydväst. Trakten är glest befolkad. Närmaste befolkade plats är Gonzalez Videla Station, 15,3 km väster om Navarrete. 